# DeepOcean
DeepOcean es una empresa con sede en Oslo, Noruega, que brinda servicios submarinos a las industrias globales tales como inspecciones, mantenimientos y construcciones submarinos e instalación de cableado submarino.

## Historia
DeepOcean se fundó definitivamente en mayo de 2011. 
DO 1 UK Ltd., conocido como CTC Marine Projects Ltd., se fundó en 1993. Su negocio principal inicial fue la provisión de soluciones de intervención de cable submarino y fondos marinos para el mercado global de telecomunicaciones. Más tarde, la compañía diversificó y agregó servicios de tendido de cables y tuberías para las industrias de petróleo y gas, las cuales serían renovables. 
Actualmente provee de equipos de alta calidad y servicios submarinos combinados con un equipo de personal altamente experimentado con conocimiento de las operaciones en aguas profundas, y que tiene el historial y la experiencia para asumir tareas en aguas profundas en cualquier parte del mundo. 
A finales de 2016, Triton se consideraba el mayor accionista de DeepOcean. Se conoce que invierten y apoyan el desarrollo positivo de las empresas medianas con sede en el norte de Europa, Italia y España.

## Sedes
- México
- Noruega
- Estados Unidos
- Ghana
- Reino Unido
- Francia